# Рендъринг
Рендъринг или рендериране (на английски: rendering) е процесът на генериране на цифрово изображение (визуализация) от модел в компютърната графика. Под модел тук се има предвид описанието на всякакви обекти или явления, представени на строго определен математически език или във вид на масив от данни. Такова описание може да съдържа геометрични данни, гледната точка на наблюдателя, информация за осветлението, степента на наличие на някакво вещество, интензитет на физично поле и др. Цифровото изображение може да има вид на растерна графика или на векторна графика. Рендъринг също се използва, за да се опише процеса на изчисляване на ефекти във видео файловете по време на монтаж или композиране и получаването на крайния видео продукт.
Като пример на визуализация, която не е възможна по друг начин освен чрез рендъринг, могат да служат радарни космически снимки, нагледно изобразяващи големи масиви от данни, получени с радиолокационно сканиране на повърхността на космическо тяло в диапазон от честоти на електромагнитните вълни, който е невидим за човешкото око.

## Принципи и техники
Рендерирането е един от основните предмети на тримерната компютърна графика и на практика е винаги свързан с останалите. То има за задача да пресъздаде математически модел (тримерен) върху плоска повърхност (двумерна) посредством различни математически алгоритми. Те се използват за постигането на перспектива в изображенията, за текстуризиране, за оцветяване, за определяне на видимите обекти, за пресмятане на сенките, за моделиране на криви и огънати площи, за прозрачност и т.н.
Процесът започва с генерирането на моделите, след това се определя осветлението и посредством специални алгоритми за премахване на скрити повърхности се определят видимите за наблюдателя повърхности. Цветът на всеки пиксел във видимата проекция е функция на отразената и излъчваната светлина от обектите.
За изобразяване на засенчванията се ползват математически алгоритми, които изчисляват междинните стойности на пикселите, изобразяващи повърхността на един многоъгълник или премахват границата между два съседни многоъгълника с еднаква осветеност. Обикновено видовете засенчвания се кръщават на името (имената) на хората, които са ги измислили, или на ефекта, който пресъздават (Phong – може би най-старият вид засенчване, Blinn – подобрен вариант на Phong, Metal, Strauss, Hanrahan-Krueger и много други). В зависимост от вида на алгоритмите за засенчване рендерирането може да бъде: wireframe, smooth, faceted, flat и т.н.
В случая на тримерната графика, изобразяването може да се прави бавно, като предварително изобразяване с висока точност или в реално време. Предварителното изобразяване включва процес на интензивни изчисления и обикновено се използва при направата на филми, докато визуализирането в реално време се прави често за тримерни игри, които разчитат на употребата на графични карти с електронни тримерни ускорители.
Визуализирането се прави, като към готово предварителното изображение (обикновено мрежова скица) се добавят растерни или процедурни текстури, светлини, картографиране на неравности и относително местоположение спрямо други обекти. Резултатът е завършено изображение, което клиентът или зрителят вижда.
За анимационен филм се визуализират поредица изображения, след което се „навървят“ един след друг в програма, способна да прави такъв вид анимация. Повечето програми за тримерна работа имат тази способност.

## Приложения
В графичната производствена линия това е последната важна стъпка, която дава крайния вид на моделите и анимацията. Визуализацията има приложения в архитектурата, видео игрите, симулациите, специалните ефекти за кино и телевизия и дизайнерски визуализации, като навсякъде се използва различен баланс от особености и техники. Като софтуерен продукт се предлага голямо разнообразие от „render engines“ — визуализиращи програми. Някои са вградени в по-големи пакети за моделиране и анимация, някои са самостоятелни, някои са безплатни проекти с отворен код. Отвътре рендера представлява внимателно проектирана програма, базирана на подбрана комбинация от научни отрасли свързани с: оптика, зрително възприятие, математика и разработка на софтуер.
С постоянно увеличаващата се сложност на компютърната графика от седемдесетте години насам този процес се изяснява все повече. Приложенията на реалистичната компютърна графика са в симулационните системи (по-рано за обучение на пилотите на совалки, самолети и лодки, а днес дори шофьори), дизайна (например на автомобили, самолети и сгради), компютърните игри, филмите, обучението.